# Matt Moussilou
Matt Moussilou (Marsiglia, 1º giugno 1982) è un ex calciatore francese naturalizzato congolese (Repubblica del Congo), di ruolo attaccante.

## Carriera

### Losanna
Il 4 agosto 2011, dopo la partita persa per 4 a 2 contro il Servette, colpisce con un pugno Vincent Ruefli nel parcheggio al di fuori dello Stade de Genève e viene così sanzionato con una squalifica di 4 giornate.

## Palmarès

### Club
- Coppa Intertoto UEFA: 1

Lilla: 2004